# Первичнополостные черви
Первичнопо́лостные че́рви (лат. Nemathelminthes) — группа беспозвоночных, у которых пространство между органами представляет собой полость, заполненную жидкостью. Эта полость не имеет собственной эпителиальной выстилки и называется шизоцелем, схизоцелем или первичной полостью тела. Противопоставляются паренхиматозным животным, у которых между органами располагаются плотные клеточные структуры, и целомическим животным, у которых полость тела обладает эпителиальной выстилкой. В настоящее время группа рассматривается как полифилетическая и название практически не используется.

## Общая характеристика
Наука описала около 100 тысяч видов первичнополостных. Зачастую ведут паразитический образ жизни. Паразитируют практически на всех многоклеточных животных. 

## Эволюция
Предполагается, что первичнополостные произошли от древних турбеллярий. В процессе эволюции у предков первичнополостных образовалось окологлоточное кольцо, редуцировалась мускулатура, появился схизоцель. Морфологическое однообразие сохранилось, т.к. оно было достаточно удобным для разных экологических ниш.

## Размножение
Размножение у первичнополостных только половое. Гермафродитов среди первичнополостных можно встретить крайне редко.

## Строение и функции схизоцеля
Первичная полость тела (схизоцель) образуется благодаря разрушению паренхимы, которая заполняет промежутки между стенками тела и системами внутренних органов. Главная функция схизоцеля первичнополостных заключается в транспорте веществ. Полость тела позволяет быстрее транспортировать питательные вещества, чем в паренхиме. Первичная полость тела соответствует первичной полости зародыша.

## Анатомия
В поперечном сечении форма теле первичнополостных круглая. 
Мышцы почти всегда продольные, но у мелких форм встречаются и отдельные мышечные пучки. Кольцевые мышцы можно встретить ещё реже.
Имеются протонефридии и гиподермальные железы, являющиеся органами выделения. Нервная система представляет собой ортогон.